# هارب من السجن (فلم)
الجزيرة فيلم مصري تم إنتاجه عام 1948، من تأليف وإخراج محمد عبد الجواد وبطولة حسين رياض وأمينة رزق.

## قصة الفيلم
تسوء حالة عزيز المالية من جراء ممارسته للعب القمار حتى يضطر إلى اشهار إفلاسه، فيذهب ليقترض من أحدهم اللذين كانوا يربحون منه دائماً، إلا أن الرجل يرفض إقراضه وتحدث مشاجرة بينهما تنتهى بأن يقتل عزيز هذا الرجل انتقاماً لنذالته ويدخل السجن. تصل أخبار إلى زوجته أن هناك أنفجاراً حدث في السجن الذي به عزيز وأنه قد مات من إثر الانفجار وتسوء حالة الأسرة من هذه الحوادث جمعاء ولا يجدون ما يقتاتون به، يشفق أحد الأصدقاء القدامى على هذه الأسرة ويتزوج من المرأة ويحتضن الأولاد ليربيهم ويعلمهم حتى يتخرج الابن الأكبر من مدرسة البوليس ليصبح ضابطاً به، يحمل أخباراً عن هذا الانفجار القديم أنه كان حيلة ليهرب بها بعض المسجونين ومن بينهم عزيز أبيه الذي لم يمت كما كانوا يظنون. يوضع الابن على رأس القوة التي تولت البحث عن الهاربين، يظهر عزيز ويعرف ماحدث لأسرته ويقدر ما فعله هذا الصديق القديم، تتوسل الأم وزوجها إلى الأبن ألا يلقى القبض على عزيز الذي ينسحب متوارياً لتفقده الأسرة ولا يعرف أولاده عنه شيئا.

## فريق العمل
إخراج وتأليف: محمد عبد الجواد
إنتاج: شركة أفلام الفنانين (محمد عبد الجواد - فهمي علي)
طاقم العمل:
- حسين رياض
- أمينة رزق
- سراج منير
- عبد الوارث عسر
- فاخر فاخر
- أحمد البيه
- عفاف شاكر
- عبد العزيز محمود
- عبد المنعم إسماعيل
- حسن البارودي

## روابط خارجية
- مقالات تستعمل روابط فنية بلا صلة مع ويكي بيانات